# Міські хвіртки Львова

Босацька і Єзуїтьська (зліва) хвіртки на пластичній панорамі Львова Качора І. В.

Міські хвіртки Львова — фортифіковані проходи у міських мурах, закладені у XVII ст., імовірно, на місці давніших проходів у Високому мурі міста. Загалом у місті було дві хвіртки: Єзуїтська у західному пряслі фортифікацій та Босацька — у східному.

## Історія
У середньовічному Львові існували проходи у Високому мурі, що забезпечували швидкий прохід під міські мури, віддалені від брам міста. Із східної сторони такий прохід існував у Руській вежі, що стояла наприкінці Руської вулиці, а із західної сторони продовженням вулиці Шевської до Високого муру і до міської лазні був прохід, названий 1597 р. «вулицею до хвіртки», що знаходилась у Високому мурі і була знана як Стара хвіртка. Ще 1602 р. на міському валі напроти проходу Старої хвіртки Войцех Капінос почав будувати її зовнішню частину на кошти Костянтина Корнякта, але роботу закинули через перенесення проходу і замурування брамки Старої хвіртки.

## Босацька хвіртка

Проєкт порталу проходу в бастеї Низького муру

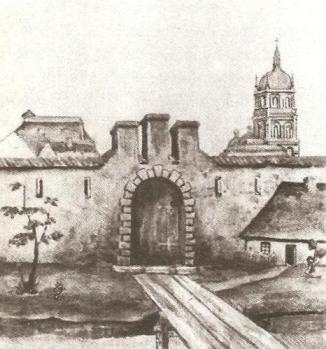
Брамка зовнішньої частини хвіртки на малюнку початку XIX ст.

На основі дозволу короля Владислава IV Ваза від 10 березня 1643 р. на будівництво Босацької хвіртки спеціальна комісія з райців Львова та інженера-фортифікатора, генерала коронної артилерії Павла Ґродзицького розробила проект проходів у лініях оборони. Першопричиною будівництва було закладення кляштору кармелітів босих на пагорбі понад східним пряслом міської лінії оборони, який не мав шансів на появу вірних через значну віддаленість від обох міських брам. Через загрозу для безпеки міста магістрат безуспішно протестував проти закладення кляштору і прокладення проходів до нього у трьох лініях оборони міста. У Високому мурі прохід йшов через Руську вежу, яку 1646 р. спеціально заново звели майстри Войцех Келар і Микола Поправа. Наступний прохід йшов через бастею Низького муру, розміщену навпроти Успенської церкви, яку надбудували на два яруси для розміщення механізму звідної частини моста, що йшов через внутрішній міський рів, причому проріз проходу прикрасили кам'яним порталом. Сходинки вели на гребінь міського валу, у бруствері якого прокопали прохід, над яким вимурували 1645 р. зовнішню частину хвіртки. Ще один портал знаходився на ескарповому мурі зовнішнього міського рову, через який проклали місток зі звідною частиною. Далі до кляштору вели сходи, що збереглись донині. Збереглись згадки про витрати магістрату на оздоблення хвіртки фігурами і образами святих покровителів. Зовнішню частину хвіртки відновлювали після облоги 1648 р. З флангів підходи до містків хвіртки мали прикривати Порохова вежа і Белюардик.

## Єзуїтська хвіртка

Проект вежі і обсерваторії внутрішньої частини хвіртки Єзуїтів

Спорудження комплексу Єзуїтської спричинило отримання єзуїтами 1610 р. ділянки під Високим муром для будівництво свого кляштору. Через чотири роки магістрат передав їм у користування міський парк, де ті заклали фільварок. Для скорочення шляху до нього єзуїти самовільно прорубали прохід у Високому мурі, що викликало суперечку з магістратом. Королівська комісія наказала єзуїтам замурувати пробитий прохід, а магістрату обладнати брамку у прилеглій міській вежі, що знаходилась наприкінці проходу до Високого муру поміж костелами єзуїтів і шпитальним Св. Духа, оскільки колишній прохід — Стару хвіртку перекривала будівля колегіуму єзуїтів. Для зовнішньої частини хвіртки прокопали прохід у міському валі, будівлю якої у липні-листопаді 1609 р. вимурував архітектор Амброзій Прихильний і яку перебудували 1647 р. З флангів прохід вздовж міського валу до містків хвіртки прикривали бастеї Гетьманська і Фарська третьої лінії оборони міста. Під час виникнення загрози безпеці міста закривали міські брами і Босацьку хвіртку, залишаючи відчиненою лише Єзуїтську. Через розміщення з цієї сторони міста бровара доволі часто під містками ховались розбійники в очікуванні захмелілих міщан, що затемна повертались додому.
Магістрат дозволив єзуїтам 1771 p. звести нову вежу внутрішньої частини хвіртки за проектом ченця Себастяна Сєраковського, що передбачав влаштування на її верхній терасі обсерваторії. Але уже 1777 року австрійська військова влада наказала ліквідувати міські мури і того ж року хвіртка з прилеглими мурами під керівництвом архітектора П'єра Дені Ґібо була розібрана.

## Захоплення міста

Проходи Босацької хвіртки у трьох лініях оборони Львова на панорамі Януша Вітвіцького

Погані передчуття райців щодо небезпеки прокладання проходів Босацької хвіртки через міські лінії оборони справдились вночі на 6 вересня 1704 р., коли протягом 20 годин король Швеції Карл XII розробив план захоплення міста, а 1400 драгун без підтримки артилерії його здійснили. Шведи пройшли без бою до міста через проходи Босацької хвірки, де два звідних містка не було піднято, а три брамки у трьох лініях оборони не було закрито. Це призвело до першої капітуляції міста з XIV ст. Варто зазначити, що король Август II Сильний мав сумніви у лояльності гарнізону міста, який він змусив покинути місто 21 червня, приславши на заміну 300 вояків, поспіхом зібраних з декількох підрозділів, зокрема угорських піхотинців куруців, під командування воєводи з Каліша. Вони не були пов'язані з містом і байдуже ставились до долі міщан, через що до штурму до 200 вояків втекло з міста.

## Згадки про хвіртки

Бастея Низького муру на вул. Підвальній, через яку йшов прохід Босацької хвіртки

Західне прясло мурів Львова розібрали одним з перших у місті, тож у 1790-х роках над Полтвою був перекинутий міст на місці містків Єзуїтської хвіртки, про мури якої не залишилось жодних матеріальних свідоцтв. Лише при археологічних дослідженнях 1970-х років на площі Івана Підкови знайшли кам'яний герб міста, який, як вважають, походив з її внутрішньої частини. Тим часом з протилежної сторони міста на 1795 р. ще зберігався зовнішній міський рів і його ескарповий мур, на якому почали зводити будинки, використавши і зовнішню частину Босацької хвіртки. До середини століття їх перебудували у будівлю СШ № 8. При ремонті школи 2010 р. було відкрито сліди ескарпового муру у її нижньому ярусі.